# Província de Khémisset
La província de Khémisset (en àrab إقليم الخميسات, iqlīm al-Ḫamīsāt; en amazic ⵜⴰⵙⴳⴰ ⵏ ⵅⵎⵉⵙⴰⵜ, tasga n Xmisat) és una de les províncies del Marroc, fins 2015 part de la regió de Rabat-Salé-Zemmour-Zaer i actualment de la de Rabat-Salé-Kenitra. Té una superfície de 8.305 km² i 521.815 habitants censats en 2004. La capital és Khémisset. Limita al nord amb la província de Kénitra, al sud amb les províncies de Khouribga i Khénifra, a l'est amb la prefectura de Meknès i a l'oest amb les prefectures de Rabat i de Salé.

## Demografia
| 485.541                                    | 521.815 | 529.452 |
| 1994, 2004 : cens oficial ; 2007 : càlcul. |         |         |

## Divisió administrativa
La província de Khémisset consta de 3 municipis i 32 comunes:
| Nom                     | Codi geogràfic | Tipus        | Llars | Població (2004) | Estrangers | Nacionals | Notes                                                                                               |
| ----------------------- | -------------- | ------------ | ----- | --------------- | ---------- | --------- | --------------------------------------------------------------------------------------------------- |
| Khémisset               | 291.01.01.     | Municipi     | 22769 | 105088          | 70         | 105018    | |
| Rommani                 | 291.01.03.     | Municipi     | 2614  | 12172           | 5          | 12167     | |
| Tiflet                  | 291.01.05.     | Municipi     | 14790 | 69640           | 34         | 69606     | |
| Ait Mimoune             | 291.03.01.     | Comuna rural | 1918  | 10236           | 0          | 10236     | |
| Ait Ouribel             | 291.03.03.     | Comuna rural | 1746  | 10224           | 1          | 10223     | |
| Ait Siberne             | 291.03.05.     | Comuna rural | 1001  | 5232            | 0          | 5232      | |
| Ait Yadine              | 291.03.07.     | Comuna rural | 3463  | 19461           | 0          | 19461     | |
| El Ganzra               | 291.03.09.     | Comuna rural | 2107  | 13404           | 0          | 13404     | |
| Majmaa Tolba            | 291.03.11.     | Comuna rural | 3341  | 16698           | 1          | 16697     | |
| Sfassif                 | 291.03.13.     | Comuna rural | 1467  | 8051            | 0          | 8051      | |
| Sidi Allal Lamsadder    | 291.03.15.     | Comuna rural | 1744  | 8740            | 1          | 8739      | |
| Sidi El Ghandour        | 291.03.17.     | Comuna rural | 3764  | 18587           | 8          | 18579     | |
| Ait Ichou               | 291.05.01.     | Comuna rural | 378   | 2213            | 0          | 2213      | |
| Ait Ikkou               | 291.05.03.     | Comuna rural | 1995  | 10676           | 0          | 10676     | |
| Bouqachmir              | 291.05.05.     | Comuna rural | 767   | 4454            | 0          | 4454      | |
| Houderrane              | 291.05.07.     | Comuna rural | 1484  | 6572            | 0          | 6572      | |
| Maaziz                  | 291.05.09.     | Comuna rural | 2772  | 12171           | 4          | 12167     | 9190 residents viuen al centre, anomenat Mâaziz; 2981 residents viuen en zones rurals.              |
| Oulmes                  | 291.05.11.     | Comuna rural | 4107  | 19014           | 0          | 19014     | 9460 residents viuen al centre, anomenat Oulmes; 9554 residents viuen en zones rurals.              |
| Tiddas                  | 291.05.13.     | Comuna rural | 2575  | 11831           | 0          | 11831     | 3584 residents viuen al centre, anomenat Tidass; 8247 residents viuen en zones rurals.              |
| Ain Sbit                | 291.07.01.     | Comuna rural | 2064  | 11411           | 1          | 11410     | |
| Brachoua                | 291.07.05.     | Comuna rural | 2256  | 12371           | 1          | 12370     | |
| Ezzhiliga               | 291.07.07.     | Comuna rural | 2858  | 15506           | 0          | 15506     | |
| Jemaat Moul Blad        | 291.07.09.     | Comuna rural | 1135  | 6429            | 0          | 6429      | |
| Laghoualem              | 291.07.11.     | Comuna rural | 2222  | 12560           | 0          | 12560     | |
| Marchouch               | 291.07.13.     | Comuna rural | 2068  | 11075           | 0          | 11075     | |
| Moulay Driss Aghbal     | 291.07.15.     | Comuna rural | 974   | 5603            | 0          | 5603      | |
| Ain Johra               | 291.09.01.     | Comuna rural | 1668  | 10151           | 1          | 10150     | |
| Ait Belkacem            | 291.09.03.     | Comuna rural | 890   | 4915            | 0          | 4915      | |
| Ait Bouyahya El Hajjama | 291.09.05.     | Comuna rural | 1066  | 5514            | 0          | 5514      | |
| Ait Malek               | 291.09.07.     | Comuna rural | 824   | 4396            | 0          | 4396      | |
| Khemis Sidi Yahya       | 291.09.09.     | Comuna rural | 1255  | 6562            | 0          | 6562      | |
| M'Qam Tolba             | 291.09.11.     | Comuna rural | 2244  | 14705           | 0          | 14705     | |
| Sidi Abderrazak         | 291.09.13.     | Comuna rural | 2382  | 13654           | 2          | 13652     | |
| Sidi Boukhalkhal        | 291.09.15.     | Comuna rural | 1236  | 7200            | 0          | 7200      | |
| Sidi Allal El Bahraoui  | 291.09.17.     | Comuna rural | 3052  | 15299           | 11         | 15288     | 9884 residents viuen al centre, anomenat Sidi Allal El Bahra; 5415 residents viuen en zones rurals. |